# رود پورپه
رود پورپه (انگلیسی: Purpe) یک رودخانه در ناحیه خودگردان یامالو-ننتس کشور روسیه است.